# ジャックポット (NAMARAのお笑いコンビ)
ジャックポットは、新潟お笑い集団NAMARAに所属する大野まさやと春巻まさしからなる日本のお笑いコンビ。主に新潟県で活躍するローカルタレントである。

## メンバー
大野 まさや（おおの まさや、1986年〈昭和61年〉 - ）
ボケ担当。
新潟県新潟市西区出身。本名・大野正也。
テレビやラジオに出演し、声のよさを生かしてCMナレーションもこなしている。
また「にいがた銭湯大使」の活動として、「御朱印」にちなんだ「湯朱印」の図柄のスタンプを各銭湯ごとに作成している。
春巻 まさし（はるまき まさし、1985年〈昭和60年〉 - ）
ツッコミ担当。
新潟県新潟市中央区出身。(竹山病院でオギャーと生まれる　)本名・山崎政史。
脚本やイラストを製作するなど作家としても活躍。
2度目の解散後、上京してちびっこギャングの藤井一男に弟子入りしていた。
2017年（平成29年）にコンビで「にいがた銭湯大使」に任命されたことをきっかけに、江戸時代にあった「銭湯寄席」を復活させたいと思い、落語家・㐂八家 五円（きはちや ごえん）として、2019年（平成31年/令和元年）から「銭湯寄席」を開催している。

## 概要
大野は中学3年生、春巻は高校1年生のときにNAMARAに入団。年齢が近かったことから高校生の時にお笑いコンビを結成。高校時代と20代前半の2度解散を経験したが、2014年（平成26年）に再結成。「（新潟）県内で芸人を目指す若手がほとんどいない」という焦燥感から、誰もがお笑いの腕を試せる機会を設けたいと新潟で活動する若手芸人の育成などを目的とした定期ライブを提案するなど、精力的に活動。コンビとしてお笑いステージやイベントMCで活躍している。
2024年5月1日に、オーシャンシステムが運営しているネットスーパーOcean商店街のイメージキャラクターとして、商店街の町内会長に就任。

## 「にいがた銭湯大使」として
もともと2人とも銭湯が好きで、銭湯を応援するために2015年（平成27年）6月から「YouTube」で「あっちぇ（熱い）湯」という動画配信を始める。新潟市内の銭湯を紹介し、湯上がりに近くの店で一杯やる、という内容だった。また、動画内では、番頭のインタビューや、銭湯の歴史、特徴なども紹介していた。活動の幅が広がることを期待し、新潟市公衆浴場協同組合に「銭湯大使」の肩書を持ちかけたところ、最初は断られたこともあったが、若い子たちが頑張っているからと2017年（平成29年）1月17日に「にいがた温泉大使」に任命された。新潟市公衆浴場協同組合の熊谷孝理事長は「我々と違う視点と手段で情報発信してもらい、PRが行き届かなかった20-30歳代の人たちにも銭湯の魅力の共感者を増やしてほしい」と期待を語っている。

## ラジオ番組
- ジャックポットのレディオジャック（BSNラジオ）

## テレビ番組
- Team ECO Project　毎週土曜日22:54～（UX　新潟テレビ２１）

- NCV eスポーツクラブ　（NCV新潟センター）

## 過去に放送していた番組
- ヤンごとなき！（UX　新潟テレビ２１）